# Pölöskefő
Pölöskefő es un pueblo ubicado en el condado de Zala, Hungría.

## Superficie
Posee una superficie de 12,32 kilómetros cuadrados.

## Demografía
Hasta 2021 la población era de 353 habitantes, con una densidad de población de 28,65 habitantes por kilómetro cuadrado. En 2011 el 99% de la población estaba conformada por húngaros y la religión predominante era el catolicismo.